# Lake Preston (sjö i Australien)
Lake Preston är en sjö i Australien. Den ligger i delstaten Western Australia, omkring 110 kilometer söder om delstatshuvudstaden Perth. Arean är 23,6 kvadratkilometer. Den sträcker sig 25,1 kilometer i nord-sydlig riktning, och 4,4 kilometer i öst-västlig riktning.
Trakten runt Lake Preston består till största delen av jordbruksmark. Runt Lake Preston är det glesbefolkat, med 9 invånare per kvadratkilometer. Genomsnittlig årsnederbörd är 1 014 millimeter. Den regnigaste månaden är maj, med i genomsnitt 183 mm nederbörd, och den torraste är februari, med 9 mm nederbörd.